# Salak (plant)
De salak (Salacca zalacca, synoniem: Salacca edulis) is de meest gekweekte palm uit het geslacht Salacca. Het is een sterk bedoornde, voor een deel kruipende palm met meerdere korte stammen van maximaal 6 m hoog. De bladeren zijn geveerd, 3-7 m lang en hebben een bladsteel die is bezet met doornen. De deelblaadjes zijn bedoornd, lintvormig, aan de bovenkant glanzend groen, aan de onderkant wittig en 20-70 × 5-8 cm groot. Er zijn aparte mannelijke en vrouwelijke palmen. De bloemen groeien dicht bij de grond. De mannelijke bloemen groeien in meer dan 1 m lange, kolfvormige, door schutbladen omgeven bloeiwijzen en hebben een buisvormige, rode bloemkroon. De vrouwelijke bloemen groeien in tot 30 cm lange bloeiwijzen en hebben een geelgroene bloemkroon.
De 5-8 × 2,5-10 cm grote vruchten groeien met vijftien tot veertig stuks in clusters aan de basis van de palm. De vruchten zijn peervormig en de schil bestaat uit overlappende schubben, die bruin van kleur en erg hard zijn. De schil lijkt wel wat op een slangenhuid, wat de vrucht zijn alternatieve naam slangenvrucht heeft opgeleverd. De vrucht bevat één tot drie zwartbruine, ovaal-afgeplatte, tot 3,5 cm lange zaden. Het gelig-witte of roze, stevige, matig sappige vruchtvlees smaakt zoetzuur aromatisch. De smaak doet enigszins denken aan ananas. De vruchten kunnen als handfruit dienen, worden verwerkt in diverse gerechten of worden ingeblikt.
De palm komt van nature voor in de moerassen van Maleisië, Sumatra en Java. De soort wordt gekweekt in India, Myanmar, Thailand, Maleisië, Indonesië, het noorden van Australië en op de Filipijnen en in Polynesië. Indonesië is de grootste producent van de vruchten.

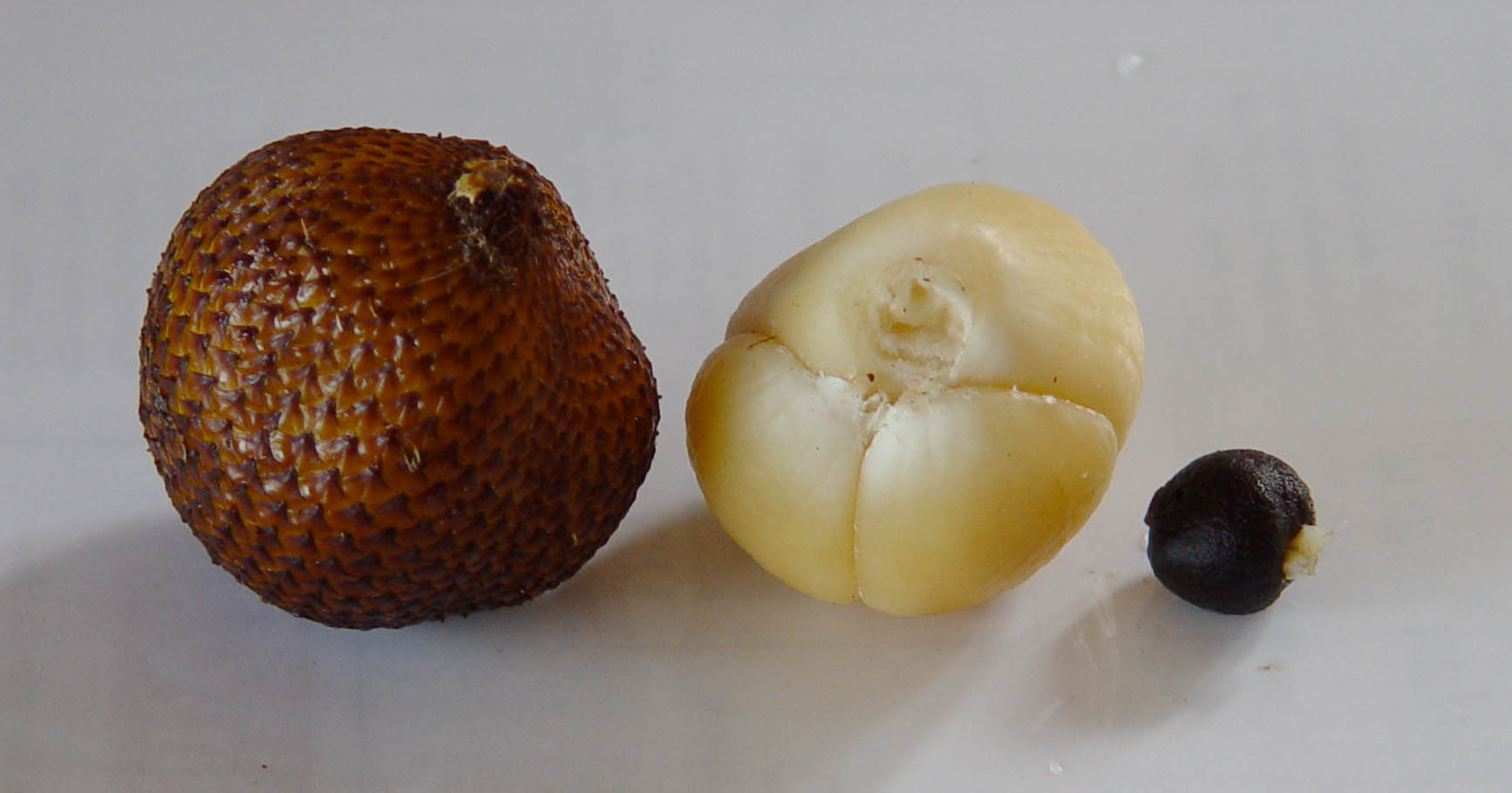
Salak